# Albert Sánchez Saura
Albert Sanchez Saura (Esplugues de Llobregat, 1 d'abril de 1987) és un exjugador i entrenador de futbol català. Va ser entrenador del Barça Atlètic i amb la seva posterior destitució tornà a passar a formar part de l'estructura tècnica del club.

## Carrera esportiva
Com a futbolista, Albert Sánchez va jugar com a migcentre o defensa central en equips modestos del futbol català com el Llevant les Planes i el Sant Ildefons, abans de decidir penjar les botes amb 24 anys per dedicar-se a entrenar.
Va treballar al futbol base de l'Espanyol durant quatre anys, va ser segon entrenador de la Penya Esportiva Santa Eulàlia d'Eivissa i va ser entrenador de l'equip femení del Llevant les Planes. Va tenir també experiències a la Xina com a tècnic assistent del Pequín Sports University, a Kuwait com a assistent al Qadsia SC i a l'Aràbia Saudita com a entrenador de l'equip sub-20 de l'Al Fateh.
El 2021 va arribar al FC Barcelona, on va passar un primer any al club com a ajudant d'Óscar López al juvenil A, i dues últimes temporades com a segon de Rafa Márquez al Barça Atlètic, amb una segona temporada en què van guanyar la Lliga i la Copa de Campions. El 26 de juliol de 2024 el Barça va anunciar que Sánchez seria el nou entrenador del filial després que el tècnic arribés a un acord amb el FC Barcelona per dirigir una temporada al filial blaugrana, fins al 30 de juny del 2025.